# Ansellia africana
Ansellia africana Lindl., 1844, conosciuta anche con il nome comune di orchidea leopardo, è una pianta epifita della famiglia delle Orchidacee. È l'unica specie del genere Ansellia.
Il nome del genere è un omaggio John Ansell, botanico inglese che ritrovò il primo esemplare nel 1841 sull'isola di Fernando Pó.

## Descrizione

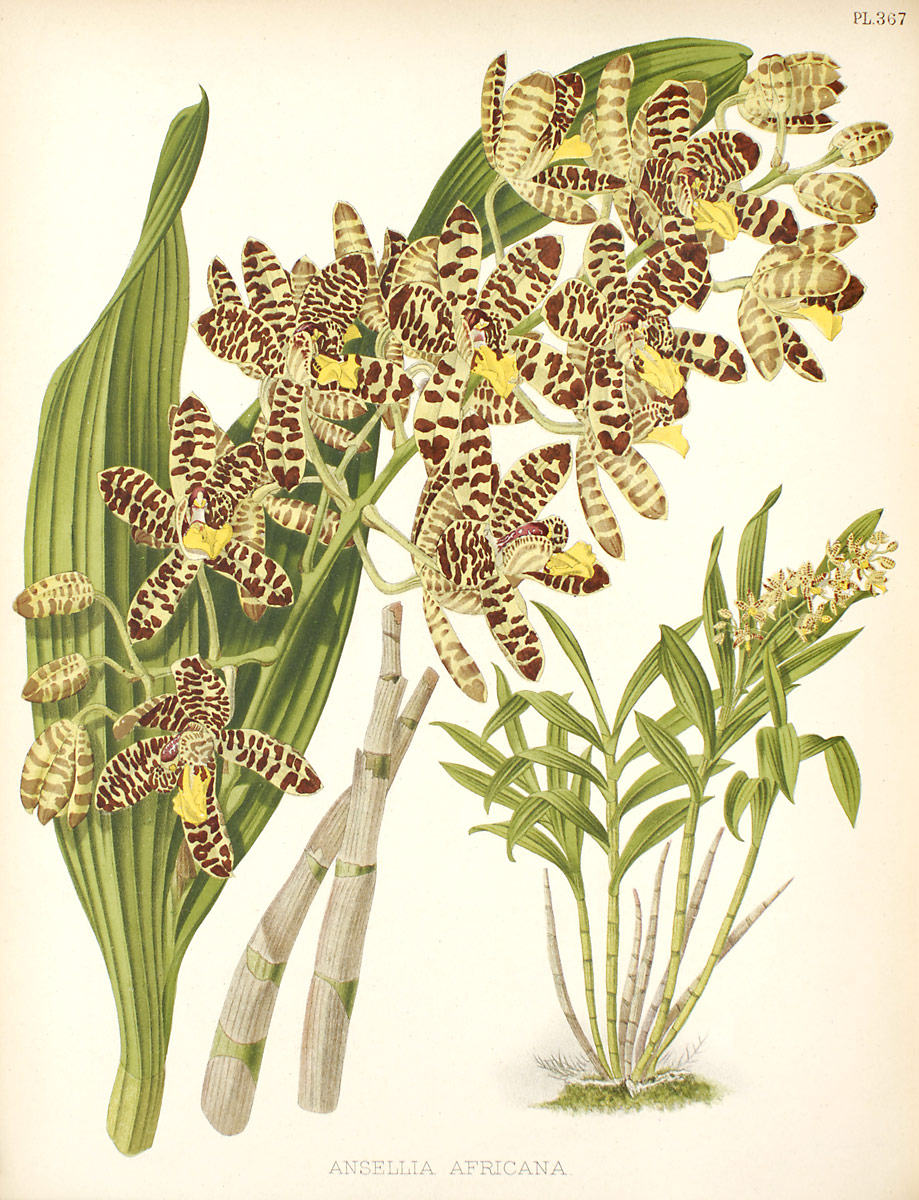

È una orchidea epifita dotata di un fitto apparato radicale, che oltre ad ancorare la pianta ai rami degli alberi, forma una sorta di cestello che trattiene l'acqua e i detriti organici di cui la pianta si nutre.

È dotata di pseudobulbi cilindrici di colore giallo, che portano da 6 a 7 foglie ligulato-lanceolate, plicate.
Fiorisce in tarda primavera e in estate con infiorescenze ascellari lunghe sino ad 85 cm, che raggruppano sino ad un centinaio di fiori di colore giallo-verdognolo, con macchie brune più o meno accentuate, delicatamente profumati.

## Distribuzione e habitat
Questa orchidea ha un ampio areale che copre buona parte dell'Africa subsahariana e dell'Africa australe
(Ghana, Guinea-Bissau, Costa d'Avorio, Liberia, Nigeria, Burundi, Repubblica Centrafricana, Camerun, Repubblica del Congo, Repubblica Democratica del Congo, Guinea Equatoriale, Gabon, Ruanda, Sudan, Uganda, Kenya, Tanzania, Angola, Malawi, Mozambico, Zambia, Zimbabwe, Botswana, Namibia, Sudafrica e Swaziland).

## Tassonomia
Il genere monospecifico Ansellia appartiene alla sottofamiglia Epidendroideae (tribù Cymbidieae, sottotribù Eulophiinae)
Il numero cromosomico di Ansellia africana è 2n=42.